# Denise Donatelli
Denise Donatelli (* 1950 in Allentown, Pennsylvania) ist eine US-amerikanische Jazzsängerin.

## Leben und Wirken
Denise Donatelli wuchs in den 1950er- und 1960er-Jahren im South Whitehall Township im Lehigh County (Bundesstaat Pennsylvania) auf. Sie begann mit drei Jahren Klavier zu spielen, mit sechs gewann sie einen Wettbewerb der National Music Federation; 14 Jahre lang hatte sie klassischen Klavierunterricht bei Ralph Kemmerer (der auch Keith Jarrett unterwies). Nach dem College heiratete sie und kümmerte sich als Hausfrau um ihre Söhne. Nach ihrer Scheidung Ende der 1980er-Jahre zog sie nach Atlanta. Dort jammte sie mit Russell Malone; bald darauf hatte sie (neben ihrem Tagesberuf) als Jazzsängerin ein Engagement im Ritz Carlton Hotel. Später zog sie nach Los Angeles. 2005 legte sie nach Vermittlung von Neal Hefti ihr Debütalbum In the Company of Friends (Jazzed Media) vor, an dem der Arrangeur/Pianist Tom Garvin mitwirkte. 2008 folgte das Album What Lies Within (Savant Records). Für ihre Alben When Lights are Low (2010, mit Arrangeur Geoffrey Keezer) und Soul Shadows (2012) erhielt sie insgesamt drei Grammy-Nominierungen. 2013 wurde sie vom Down Beat Critics Poll in der Kategorie weiblicher Vokalist zum Rising Star gewählt.

## Diskographische Hinweise
- In the Company of Friends (Jazzed Media, 2005)
- What Lies Within (Savant, 2008)
- When Lights Are Low (Savant, 2010)
- Bill Cunliffe: That Time of Year (2011)
- Soul Shadows (Savant, 2012)
- Whistling in the Dark – The Music of Burt Bacharach (Savant, 2021)